# Expo (magazine)
Pour l'abréviation d'« exposition », voir exposition.
Expo est un magazine suédois à la ligne éditoriale anti-raciste. Il a été créé en 1995 par Stieg Larsson et est publié par Expo Foundation (Stiftelsen Expo), une fondation à but non lucratif. Le magazine paraît 4 fois dans l’année. Il fait la part belle au journalisme d’investigation et s’intéresse aux mouvements et organisations nationalistes, racistes, anti-démocratiques, antisémites et d’extrême droite. Expo n’est rattaché à aucune organisation politique ni aucun parti. Le président de la fondation Expo est à ce jour Per-Erik Nilsson. Le rédacteur en chef est Daniel Poolh.
L’organisation s’articule autour de plusieurs pôles. Expo Arkiv rassemble des données sur tous les événements antidémocratiques et d’extrême droite ayant lieu en Scandinavie. Ces archives sont accessibles aux chercheurs, aux étudiants et à tous ceux désirant s’informer. Expo Research est une organisation qui collecte des informations sur les organisations racistes, antisémites et antidémocratiques en Suède et en Europe. Leurs sources sont variées : informateurs, transfuges, archives publiques, autorités, chercheurs indépendants, etc.
Expo travaille en étroite collaboration avec Monitor en Norvège et Searchlight au Royaume-Uni. Expo échange également des informations avec des groupes et des magazines tels que Antifa Infoblatt en Allemagne, Reflexes et CRIDA en France, Tun Balalaika en Russie, Nigdy Wiecej en Pologne ainsi qu’avec Institute for Research and Education on Human Rights (IREHR) et le Center for New Community aux États-Unis.
Expo est devenu extrêmement connu en Suède en juin 1996 à la suite d’attentats et de menaces dirigés contre les entreprises d’impression publiant le magazine et les organisations le soutenant. Les mots Inget stöd till kommunist-Expo (Pas de soutien à l'Expo communiste) ont été peints sur les murs de l’édifice servant de siège au Parti du rassemblement modéré. En réaction, les tabloïds Aftonbladet et Expressen ont aidé à la publication du numéro de juin 1996 et l’on diffusé en supplément gratuit. 800 000 exemplaires ont été écoulés.
En 1998, pour raison financière, le magazine Expo a cessé d’être publié. Les informations ont été alors diffusé par lettre d'information. En 1999, la publication a repris sous forme de cahier au sein du magazine Svartvitt. Quand ce dernier a cessé toute activité en 2003, le magazine a de nouveau été publié en tant que magazine indépendant.